# Гольфе
Префектура Го́льфе (фр. Prefecture Golfe) — одна із 8 префектур у складі Приморського регіону Тоголезької Республіки. Адміністративний центр — столиця Ломе, яка не входить до складу префектури.

## Населення
| 2000    | 2002    | 2003    | 2004    | 2005    | 2006    | 2010    |
| ------- | ------- | ------- | ------- | ------- | ------- | ------- |
| 300 000 | 337 000 | 355 000 | 374 000 | 394 000 | 414 000 | 732 846 |

## Склад
До складу префектури входить 5 кантонів:
- Амутіве
- Афлао-Гаклі
- Афлао-Сагбадо
- Багіда
- Бе